# Bebbelsdorf
Bebbelsdorf ist eine ehemalige Weiherschaft in Witten. Um einen Weiher entstanden, befanden sich im Bebbelsdorf bis ins 19. Jahrhundert hinein mehrere Höfe, die nach und nach allerdings Industriebetrieben wichen. Heute befinden sich in dem Gebiet zahlreiche mittelständische Betriebe.

## Geschichte
Beim Bau der A44 wurden in Höhe vom Bebbelsdorf Grundrisse von Gebäuden aus der Bronze- und Eisenzeit freigelegt. Damit dürfte das Bebbelsdorf eines der ältesten Siedlungsgebiete der gesamten Region darstellen. Im Gegensatz zum benachbarten Wullen, dessen Siedlungsgeschichte bis in das Jahr 1019 zurückverfolgt werden kann, ist über das Werden und Wachsen vom Bebbelsdorf kaum etwas bekannt. Sprachforscher vermuten, dass Bebbelsdorf seinen Namen dem altsächsischen Vornamen Babbil verdankt. Dies ist allerdings nicht bewiesen.
Die genauen Begrenzungen des Bebbelsdorfs wurden 1825 durch das Urkataster festgelegt. Nach diesem Urkataster wurde das Bebbelsdorf der Gemeinde Düren zugeordnet, die sich ihrerseits in einem Verbund mit Stockum befand. So entstand im Bebbelsdorf 1877 der Stockumer Bahnhof an der Bahnstrecke zwischen Langendreer und Löttringhausen.
Dank der geografisch günstige Lage im Dreieck zwischen den prosperierenden Gemeinden  Langendreer, Stockum und der Landgemeinde Annen-Wullen sowie dem günstigen Gleisanschluss an eine Nebenstrecke der überregional bedeutenden Bahnstrecke des Rheinischen Esels, wuchs das Bebbelsdorf zu einem Standort für mittelständische Betriebe heran. Diesen Charakter hat das Bebbelsdorf bis heute behalten.
Mit der Gemeindereform von 1929 wurde das Bebbelsdorf ein Teil von Witten. Nach der Karte der „Statistischen Bezirke“ von Witten, gehört das Gebiet der ehemaligen Weiherschaft heute zum größten Teil zum Annener Ortsteil Wullen, obschon sich das Gebiet der ehemaligen Weiherschaft im Norden bis in den Wittener Stadtteil Düren ausdehnt.

## Verkehr
Durch die Buslinie 371 ist das Bebbelsdorf in der einen Richtung direkt mit der Wittener Innenstadt, in der anderen Richtung mit der auch fußläufig erreichbaren Universität Witten/Herdecke, dem Wittener Stadtteil Stockum, dem Haltepunkt Dortmund-Oespel sowie mit der TU Dortmund verbunden.

## Kurioses
Im regionalen Sprachgebrauch wird tatsächlich „vom“ Bebbelsdorf oder „dem“ Bebbelsdorf gesprochen, die ansässigen Firmen befinden sich derweil „im“ Bebbelsdorf.